# محمد الخلوتي
شَمْسُ الدِّينِ مُحَمَّدُ بْنُ أَحْمَدَ بْنِ عَلِيٍّ الْبَهُوتِيُّ الْخَلْوَتِيُّ الْمِصْرِيُّ الْحَنْبَلِيُّ ويُعرف اختصارًا الخلوتي أو محمد الخلوتي، ابن أخت منصور البهوتي، لازمه مدة طويلة. إمام الحنابلة، المفتي المدرس كتب كثيرا من التحريرات، فمنها على الإقناع حاشية تبلغ اثني عشر كراسا، وأخرى على المنتهى تبلغ أربعين.

## سيرته
ولد بمصر، ونشأ بها، وأخذ الفقه عن عبد الرحمن البهوتي، ولازم خاله منصور البهوتي، وأخذ العلوم العقلية عن الشهاب الغنيمي، وبه تخرج، واختص بعده بـ النور الشبراملسي، ولازمه، وكان الشبراملسي يجله، ويثني عليه، ويعظمه، ويحترمه، ولا يخاطبه إلا بغاية التعظيم، لما هو عليه من الفضل، ولكونه رفيقه في الطلب، كتب كثيراً من التحريرات، وله شعر.
توفي ليلة الجمعة تاسع عشر ذي الحجة سنة 1088 هـ / 1678م.

## الهوامش
1: أُورِّخ التاريخ الميلادي بحسب كتاب الأعلام للزركلي.